# Списък на вестниците в Румъния

## Национални издания
Списък на националните издания. Повечето от тях имат безплатни онлайн-издания.
- Academia Caţavencu, Академия Катавенку, сатира и хумор, политически коментари
- Adevărul, Истина,
- Allgemeine Deutsche Zeitung, на немски език,
- Averea,
- Azi, Днес,
- Bucharest Business Week, бизнес-ежедневник на английски език,
- Bucharest Daily News,
- Bursa, Стокова борса, финансов
- Capital, Капитал, финансов,
- Cotidianul, Ежедневникът,
- Curierul naţional, Национален куриер,
- Evenimentul Zilei, Събитие на деня
- Gardianul, The Guardian,
- Gândul, Мисъл,
- Gazeta Sporturilor, Спортен вестник, спорт,
- Jurnalul Naţional, Национален журнал,
- Libertatea, Свобода,
- National, Национален,
- Oglinda, Огледало,
- Pro Sport, Про Спорт, спортен
- Pro Ziare Архив на оригинала от 2014-03-12 в Wayback Machine., Про Ziare, спортен
- România liberă, Свободна Румъния,
- România literară, Литературна Румъния, култура,
- Ziarul financiar, Финансов вестник, финанси,
- Ziua, Денят,
- Nine O' Clock, на английски,
- TotalSport, Тотален спорт, спорт,

### наунгарски език
- Krónika, Хроника,
- Új Magyar Szó, Нов унгарски свят,

- Coruption in Moldova, Corruption

## Местни

### Трансилвания
- Adevarul de Cluj – Клуж
- Buna ziua, Ardeal – Ардял
- Buna ziua Brasov – Брашов
- Cosro – Sibiu – Сибиу
- Cotidianul obiectiv
- Crisana
- Cuvantul Liber
- Evenimentul Zilei
- Gazeta de Cluj – Клуж
- Gazeta de Oradea – Орадя
- Gazeta de Hunedoara – Хунедоара
- Informatia Cluj – Клуж
- Inainte! Архив на оригинала от 2013-04-04 в Wayback Machine.
- Monitorul de Cluj – Клуж
- Monitorul de Brasov – Брашов
- Monitorul de Sibiu –
- Monitorul de Fagaras – Фагараш
- Realitatea Bihoreana – Окръг Бихор
- Revista Media
- ProSport
- Szabadság – на унгарски език
- Transindex
- Transilvania jurnal
- Tribuna Sibiu – Сибиу
- Vitrina de Cluj – Клуж
- Ziarul Clujeanului – Клуж
- Ziarul Crisana
- Ziarul Financiar
- Ziua de Cluj – Клуж
- Ziarul de Mureş – Окръг Муреш
- Ziua de Ardeal

#### на унгарски
- Bihari Napló – местен ежедневник
- Erdélyi Napló – местен седмичник
- Gutinmelléki Friss Újság – местен ежедневник
- Hargita Népe – местен ежедневник
- Háromszék – местен ежедневник
- Kornuk
- Szabadság – местен ежедневник
- Szatmári Friss Újság – местен ежедневник
- Népújság – местен ежедневник
- Transindex
- Udvarhelyi Hiradó – местен ежедневник

### Банат
- Adevărul de Arad – Арад
- Agenda
- Banater Zeitung – на немски
- Fotbal Vest
- Magazin M-R,
- Observator
- Prisma – Reşiţa – Решица
- Renaşterea banăţeană
- Timişoara-news – на английски
- Timpolis
- Ziarul Timpului Reşiţa – Решица
- Virtual Arad – Арад

#### на унгарски
- Nyugati Jelen – местен ежедневник
- Új Szó – местен ежедневник

#### на български
- Náša glás – Тимишоара
- Literaturna miselj – Тимишоара

### Буковина
- Crai Nou – Suceava – Сучава
- Vocea Sucevei – Сучава

### Добруджа
- Cuget Liber
- Independentul
- Observator de Constanţa – Констанца
- Replica de Constanţa – Констанца
- Telegraf – Constanţa – Констанца
- Ziua de Constanţa – Констанца

### Молдова
- 7 zile – Neamt – Нямц
- Accente
- Arena politicii
- Contrafort Moldova
- Democraţia Moldova
- Deşteptarea,
- Dialog
- Evenimentul
- Flux
- Monitorul de Galati – Галац,
- Moldova Azi
- Moldova News
- Monitorul de Bacau – Бакъу,
- Monitorul de Botoşani – Ботошани
- Monitorul de Iaşi – Яш
- Ziarul de Bacău – Бакъу,
- Ziarul de Focşani – Фокшани
- Ziarul de Iaşi – Яш
- Ziarul de Vaslui – Васлуй
- Observatorul de Nord
- Observator Economic
- Observator de Bacau – Бакъу
- Săptămâna
- Sud-Est
- Timpul
- Ţara
- Viata libera Galaţi – Галац

### Влашко
- Amprenta Buzău – Бузъу
- Anunţul Buzoian – Бузъу
- Curierul zilei Argeş – Окръг Арджеш
- Gazeta de Sud-Est
- Monitorul de Brăila – Браила
- Şasna buzoiană – Бузъу
- Ziarul de azi Argeş – Окръг Арджеш
- Monitorul de Prahova – Прахова
- Law in Moldova

### Олтения
- GAZETA de SUD – местен ежедневник,
- Ediţie Specială
- GAZETA de OLT – местен ежедневник,
- Curierul de Vâlcea – Окръг Вълча
- GAZETA de VÂLCEA]] – местен ежедневник,
- Vâlcea Online – Вълча